# Shoxrux Abduxalilov
Shoxrux Abduxalilov  (Uzbekistán, Bekobod; 19 de febrero de 1999), Actor y productor uzbeco. Ha sido nominado a varios premios y nominaciones, incluido el premio Uzbekfilm y dos premios Golden Cheetah, así como dos premios M&TV Film Awards y dos premios NTT.

## Biografía
Shoxrux Abdukhalilov nació el 19 de febrero de 1999 en la ciudad de Bekobod, región de Tashkent, en una familia intelectual. Después de graduarse de dos escuelas en Bekobad, Shoxrux ingresó al Liceo Académico de la Universidad de Economía y Diplomacia Mundial en Tashkent. Después de graduarse del Liceo Académico, Shoxrux ingresó en la Universidad Yodzhu en Tashkent. Después de estudiar allí administración de empresas y relaciones económicas internacionales, decidió ir a Londres a estudiar. En Londres, estudió administración de empresas y comercio y finanzas en la Universidad de West London. Después de graduarse de esta universidad, regresó a Tashkent. Completó su maestría en la sucursal de Tashkent de la Universidad Rusa de Economía que lleva el nombre de G.V. Plejánov.

## Carreras
Shoxrux comenzó su carrera en 2007, interpretando un papel secundario en la famosa película uzbeka “Boʻrilar”, tras lo cual también participó en uno de los episodios de la película “Jazo”. El primer pequeño juego de Shoxrux surgió del papel de Alisher en el proyecto "Chol va Nabira", después de lo cual comenzaron a invitarlo a papeles más importantes. Esto sucedió en la película uzbeka "Umid", donde el actor debutó en la película estatal como personaje principal.
También obtuvo uno de los papeles más importantes en la franca serie "Dada". En 2011, Shoxrux desempeñó el papel de un personaje secundario en el proyecto "Farzandim" del director Elyor Xoshimov. Sin embargo, Shoxrux obtuvo gran reconocimiento y fama como actor de cine tras aparecer en la película "Sariq qalpoqcha" en el otoño de 2012.
La película "Sariq qalpoqcha 2" no le dio mucha fama. Esta imagen se ha convertido en una característica del actor. Después de eso, Shahrukh recibió muchas ofertas cinematográficas y desempeñó varios papeles en las películas "Farzandim 2", "Uylanish muammosi", "Oyqiz ertagi". En 2020, Shoxrux también comenzó su carrera de producción; se espera que su primera actividad de producción, "Sensiz", se proyecte pronto en los cines de Uzbekistán. Además de actuar, Shoxrux también se dedica a los negocios.

## Filmografía
A continuación se muestra una lista ordenada cronológicamente de películas en las que ha aparecido Shoxrux Abduxalilov.
| Año  | Película          | Role | Notas  |
| ---- | ----------------- | ---- | ------ |
| 2007 | Bo’rilar          |      | [ 7 ]  |
| 2007 | Jazo              |      |        |
| 2009 | Chol va nabira    |      | [ 8 ]  |
| 2009 | So'nggi lahza     |      |        |
| 2010 | Dada              |      | [ 9 ]  |
| 2011 | Farzandim         |      | [ 10 ] |
| 2012 | Sariq qalpoqcha   |      |        |
| 2013 | Farzandim 2       |      | [ 11 ] |
| 2014 | Sariq qalpoqcha 2 |      | [ 4 ]  |
| 2015 | Uylanish muammosi |      |        |
| 2016 | Virus             |      |        |
| 2016 | Oyqiz ertagi      |      | [ 12 ] |
| 2017 | Asir vobosi       |      |        |
| 2020 | Sensiz            |      |        |

## Premios y nominaciones
| Año  | Otorgar            | Categoría                                                 | Película       | Resultado |
| ---- | ------------------ | --------------------------------------------------------- | -------------- | --------- |
| 2007 | M&TV Premios       | El actor masculino más joven.                             | Boʻrilar       | Ganador   |
| 2008 | NTT Premios        | El actor masculino más joven.                             | Jazo           | Nominado  |
| 2009 | Yoshlar Premios    | El actor masculino más joven.                             | Jazo           | Ganador   |
| 2009 | M&tv Premios       | Los niños pequeños de secundaria son los mejores actores. | So'nggi lahza  | Ganador   |
| 2009 | El guepardo dorado | Los niños pequeños de secundaria son los mejores actores. | Chol va nabira | Nominado  |
| 2016 | My5 Premios        | La estrella rompedor de moldes más elegante (masculina)   | Virus          | Ganador   |
| 2016 | My5 Premios        | El icono emergente más elegante                           | Oyqiz ertagi   | Nominado  |